# Begaardenklooster (Roermond)

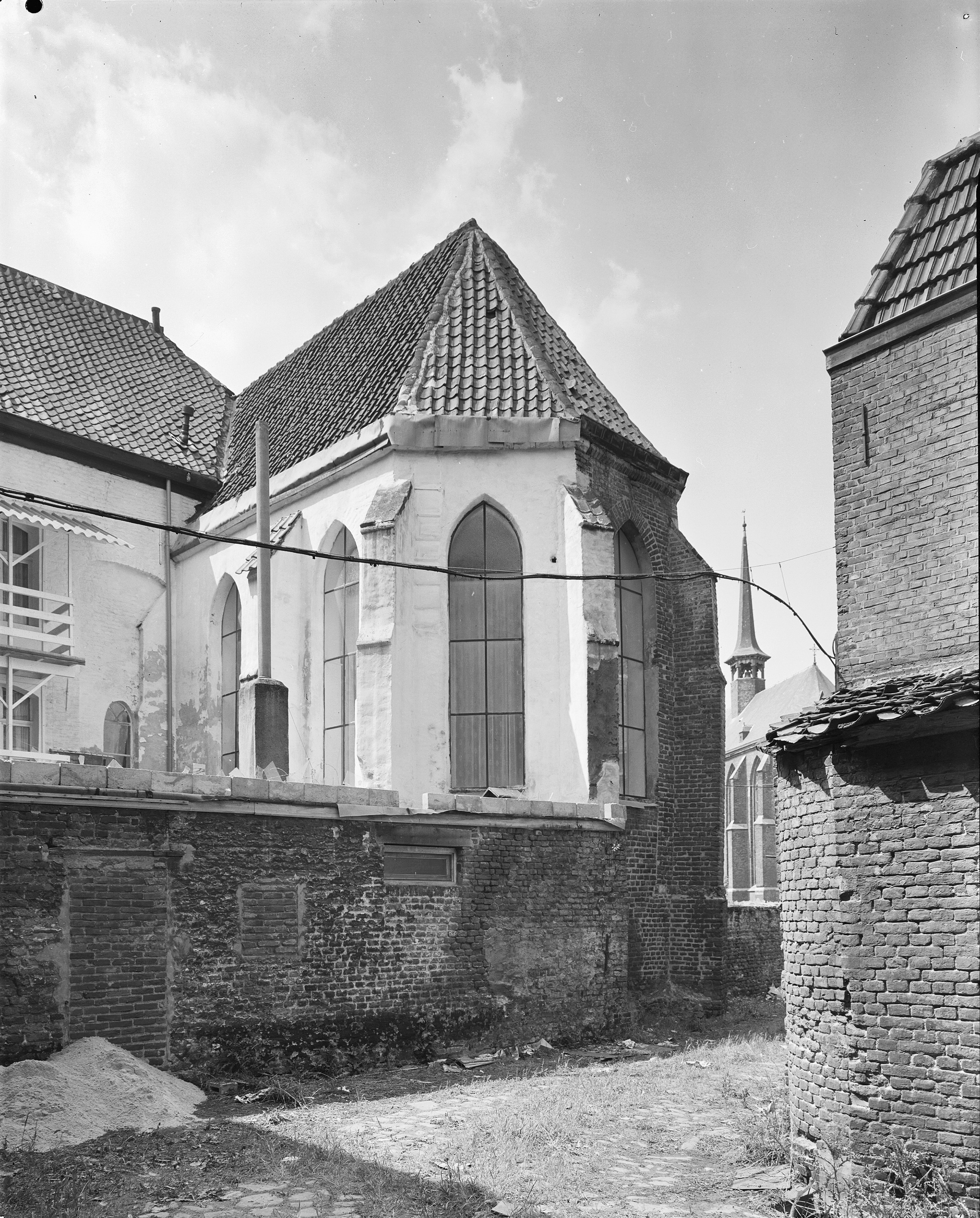
Achterzijde kapel

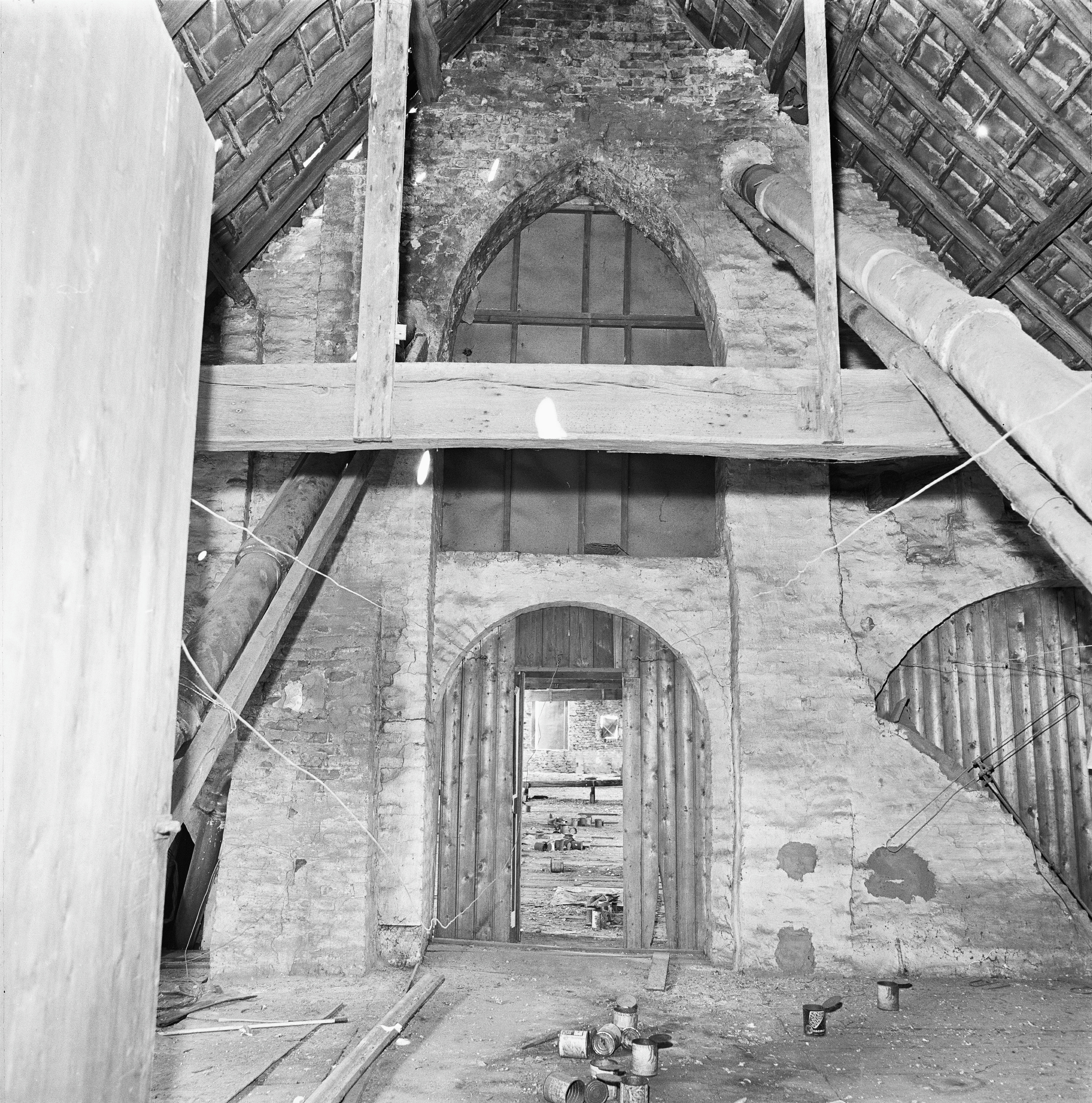
Zolder met kapconstructie

Het Begaardenklooster is een voormalig klooster in de Nederlandse stad Roermond, dat zich bevindt aan Zwartbroekstraat 1.

## Geschiedenis
Het klooster werd voor het eerst genoemd in 1322 (begaarden zijn mannelijke begijnen). In 1581 werd het als zodanig opgeheven en van 1599-1783 was het in gebruik bij de dominicanessen. Midden 19e eeuw werd het een woningcomplex en in de 20e eeuw kwamen er kantoren in.

## Gebouw
Van het oorspronkelijke klooster bleef een restant van een laatgotische kapel van omstreeks 1500 bewaard. Ook van de zuidvleugel uit 1521 en de westvleugel van ongeveer 1625 bleef de houten overkapping intact. Aan de oostzijde is nog een 16e-eeuwse gotische topgevel zichtbaar en aan de lange achterzijde vindt men het jaartal 1724 en de tekst: Wer op Go vertrouwet, seer vast hij bouwet.